# علی‌نگر رودا
علی‌نگر رودا (به انگلیسی: Ali Nagar Roda) یک روستا در پاکستان است که در توبه تک سینگ واقع شده‌است.